# Václav Vydra (1876–1953)
 Václav Vydra starszy  (ur. 29 kwietnia 1876 w Pilźnie, zm. 7 kwietnia 1953 w Pradze) – czeski aktor i reżyser; ojciec Václava Vydry młodszego.

## Życiorys
W latach 1893–1907 grał w różnych kompaniach teatralnych, 1907-13 w Teatrze Miejskim w Pilźnie, 1913-22 w Teatrze Miejskim na Vinohradach (także reżyser) oraz 1922-53 w praskim Teatrze Narodowym (1940-45 stały gość, 1945-49 dyrektor teatru).
W swojej twórczości aktorskiej wykorzystywał tradycje aktorstwa późnoromantycznego, realizmu teatralnego, naturalizmu. Stał się wybitnym aktorem ze skłonnością do monumentalizacji, teatralności oraz mocnej stylizacji.
W latach 20. i 30. był osobistością przewodnią teatru czeskiego. Wybitne kreacje zwłaszcza w inscenizacjach ekspresyjnych reżysera K. H. Hilara.
W latach 30. występował w obronie demokracji, przeciw faszyzmowi i kierował Klubem Czeskich i Niemieckich Pracowników Teatralnych. Organizacja ta stowarzyszała oprócz Czechów również antyfaszystowskich artystów niemieckojęzycznych, mających na celu wspólne budowanie Czechosłowacji jako ojczyzny dla wszystkich narodowości na podstawach równoprawnienia.

## Role teatralne
- Don Quijot (V. Dyk, Zmoudření dona Quijota, 1914)
- Edgar (A. Strindberg, Taniec śmierci, 1917)
- Brutus Jones (E. O´Neill, Cesarz Jones, 1925)
- Claudius (W. Shakespeare, Hamlet, 1926)
- Wodnik Ivan (A. Jirásek, Lucerna, 1926, 1945)
- Mefisto (J. W. von Goethe, Faust, 1928)
- Julius Caesar (W. Shakespeare, 1936)
- Baron Krug (K. Čapek, Biała zaraza, 1937)
- Mikolaj Arnesson (H. Ibsen, Pretendenci do tronu, 1941)
- Adam (H. von Kleist, Rozbity dzban, 1944)
- Jakub Vojnar (A. Jirásek, Vojnarka, 1951)

## Filmografia
- Noční děs (1914) – pijak
- Bogra (1919) – Lorenc
- Krasavice Kaťa (1919) – Iwan Pietrowicz
- Za svobodu národa (1920) – von Bühren
- Święty Wacław (1930) – król niemiecki Henryk I
- Biała zaraza (1937) – baron Krog
- Cech panien kutnohorskich (1938) – mincerz Vilém z Vřesovic
- Przyjaciółka pana ministra (1940) – pierwszy brat Rossi-Rosůlek
- Mistrz Alesz (1952) – prof. Durdik
- Najlepszy człowiek (1954) – burmistrz Bublich

## Źródła
- Josef Tomeš i kol., Český biografický slovník XX. století 3, Praga 1999, ISBN 80-7185-247-3
- Václav Vydra (1). w bazie FDb.cz. (cz.).
- Václav Vydra (1876–1953) w bazie IMDb (ang.)